# Adelonychia
Genre
Synonymes
- Diplothele O. Pickard-Cambridge, 1891

Adelonychia est un genre d'araignées mygalomorphes de la famille des Barychelidae.

## Distribution
Les espèces de ce genre se rencontrent en Inde et au Sri Lanka.

## Liste des espèces
Selon World Spider Catalog (version 23.0, 22/02/2022) :
- Adelonychia gravelyi (Siliwal, Molur & Raven, 2009)
- Adelonychia halyi (Simon, 1892)
- Adelonychia nigrostriata Walsh, 1890
- Adelonychia tenebrosa (Siliwal, Molur & Raven, 2009)

## Systématique et taxinomie
Ce genre a été décrit par Walsh en 1890 dans les Mygalidae.
Diplothele a été placée en synonymie par Blick en 2022.

## Publication originale
- Walsh, 1890 : « A new trap-door spider from Orissa. » Journal of the Asiatic Society of Bengal, part II (Natural Science), vol. 59, no 3, p. 269-270 (texte intégral).